# Dive (álbum de Tycho)
| Críticas profissionais | Críticas profissionais |
| Pontuações agregadas   | Pontuações agregadas   |
| Fonte                  | Avaliação              |
| ---------------------- | ---------------------- |
| Metacritic             | 80/100                 |
| Avaliações da crítica  |                        |
| Fonte                  | Avaliação              |
| Allmusic               | [ 1 ]                  |
| BBC Music              | (positive)             |
| Beats Per Minute       | (80%)                  |
| Pitchfork Media        | (7.0/10)               |
| Popmatters             | (8/10)                 |
| Spin                   | (6/10)                 |
| Sputnikmusic           | [ 7 ]                  |

Dive é o terceiro álbum de estúdio do artista americano Tycho, lançado em 8 de Novembro de 2011 pela Ghostly International.

## Estilo musical
Críticos compararam o álbum ao estilo chillwave a artistas como Toro Y Moi e Washed Out.

## Faixas
| CD             |                 |         |  |
| N.º            | Título          | Duração |  |
| 1.             | "A Walk"        | 5:16    |  |
| 2.             | "Hours"         | 5:44    |  |
| 3.             | "Daydream"      | 5:34    |  |
| 4.             | "Dive"          | 8:19    |  |
| 5.             | "Coastal Brake" | 5:34    |  |
| 6.             | "Ascension"     | 4:24    |  |
| 7.             | "Melanine"      | 2:53    |  |
| 8.             | "Adrift"        | 6:02    |  |
| 9.             | "Epigram"       | 2:28    |  |
| 10.            | "Elegy"         | 4:23    |  |
| Duração total: | Duração total:  | 50:37   |  |